# Suchdol nad Odrou (stacja kolejowa)
Suchdol nad Odrou – stacja kolejowa w Suchdolu nad Odrou, w kraju morawsko-śląskim, w Czechach. Znajduje się na wysokości 255 m n.p.m. i leży na liniach kolejowych nr 270, 276, 277 i 278.